# Rue René-Villermé
La rue René-Villermé est une voie du 11e arrondissement de Paris, en France.

## Situation et accès
La rue René-Villermé est une voie publique située dans le 11e arrondissement de Paris. Elle débute au 70, rue de la Folie-Regnault et se termine au 138, rue du Chemin-Vert.

## Origine du nom

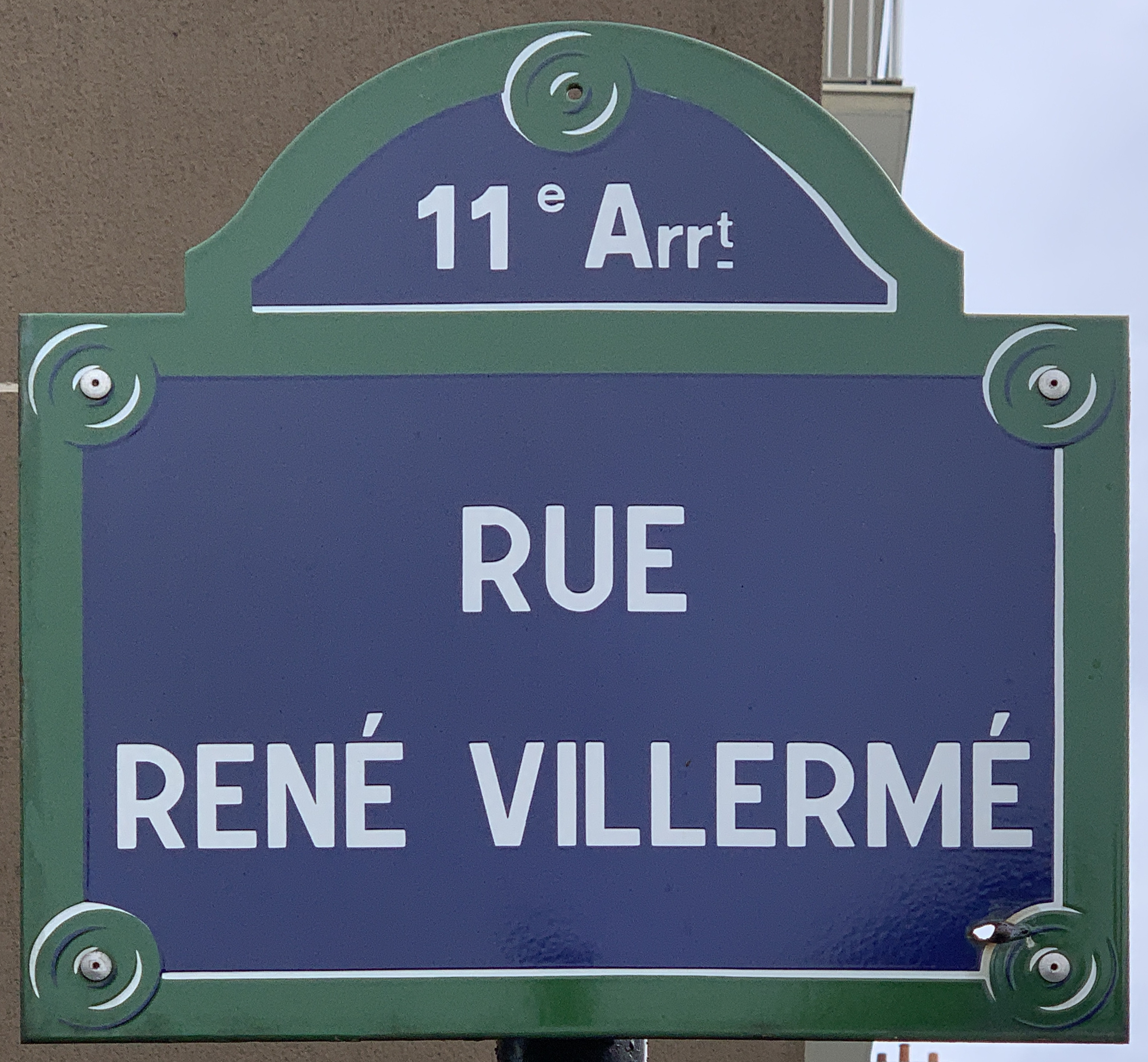
Plaque de la rue.

Elle porte le nom du médecin et sociologue français, Louis René Villermé (1782-1863).

## Historique
Cette voie est ouverte par l'un des propriétaires par arrêté préfectoral du 11 novembre 1869, autorisant l'ouverture du passage René sur une largeur de 6,50 m. La partie en retour sur la rue de la Folie-Regnault avait porté antérieurement le nom de « passage Duranti ».
Classée dans la voirie parisienne par arrêté du 14 mai 1935, la voie prend sa dénomination actuelle par un arrêté du 2 avril 1969. 